# Loïc Baal
Loïc Baal (Rouen, Francia, 28 de enero de 1992) es un futbolista profesional francés que juega como centrocampista defensivo en el Le Puy del Championnat National de Francia. Nacido en Francia, es internacional con la selección nacional de la Guayana Francesa.

## Clubes
Baal jugó anteriormente para Le Mans, donde hizo dos apariciones en la Ligue 2, y Mulhouse. Se incorporó a Créteil en julio de 2018.

## Selección nacional
Baal ha sido internacional con Guayana Francesa, haciendo su debut el 25 de marzo de 2015 en una victoria por 3-1 sobre Honduras en el torneo clasificatorio para la Copa Oro 2015.[cita requerida]

## Vida personal
Baal es el hermano menor del también futbolista profesional Ludovic Baal.[cita requerida]

## Estadísticas
| Club      | Temporada | Liga       | Liga | Liga  | Copa Nacional | Copa Nacional | Otro | Otro  | Total | Total |
| Club      | Temporada | División   | Apps | Goals | Apps          | Goals         | Apps | Goals | Apps  | Goals |
| --------- | --------- | ---------- | ---- | ----- | ------------- | ------------- | ---- | ----- | ----- | ----- |
| Nancy B   | 2010–11   | CFA        | 25   | 0     | —             | —             | —    | —     | 25    | 0     |
| Nancy B   | 2011–12   | CFA        | 29   | 0     | —             | —             | —    | —     | 29    | 0     |
| Nancy B   | Total     | Total      | 54   | 0     | —             | —             | —    | —     | 54    | 0     |
| Le Mans B | 2012–13   | CFA        | 29   | 2     | —             | —             | —    | —     | 29    | 2     |
| Le Mans   | 2012–13   | Ligue 2    | 2    | 0     | 0             | 0             | 0    | 0     | 2     | 0     |
| Mulhouse  | 2013–14   | CFA        | 6    | 0     | 0             | 0             | —    | —     | 6     | 0     |
| Belfort   | 2014–15   | CFA        | 12   | 0     | 0             | 0             | —    | —     | 12    | 0     |
| Belfort   | 2015–16   | National   | 21   | 0     | 0             | 0             | —    | —     | 21    | 0     |
| Belfort   | 2016–17   | National   | 25   | 4     | 1             | 0             | —    | —     | 26    | 4     |
| Belfort   | 2017–18   | National 2 | 29   | 1     | 1             | 0             | —    | —     | 30    | 1     |
| Belfort   | Total     | Total      | 87   | 5     | 2             | 0             | —    | —     | 89    | 5     |
| Créteil   | 2018–19   | National 2 | 25   | 1     | 2             | 1             | —    | —     | 27    | 2     |
| Créteil   | 2019–20   | National   | 22   | 1     | 1             | 0             | —    | —     | 23    | 1     |
| Créteil   | 2020–21   | National   | 23   | 0     | 0             | 0             | —    | —     | 23    | 0     |
| Créteil   | Total     | Total      | 70   | 2     | 3             | 1             | —    | —     | 73    | 3     |
| Créteil B | 2018–19   | National 3 | 2    | 0     | —             | —             | —    | —     | 2     | 0     |
| Créteil B | 2019–20   | National 3 | 1    | 0     | —             | —             | —    | —     | 1     | 0     |
| Créteil B | Total     | Total      | 3    | 0     | —             | —             | —    | —     | 3     | 0     |
| Le Puy    | 2021–22   | National 2 | 28   | 5     | 1             | 0             | —    | —     | 29    | 5     |
| Total     | Total     | Total      | 279  | 14    | 6             | 1             | 0    | 0     | 285   | 15    |

### Goles internacionales
Las puntuaciones y los resultados enumeran el recuento de goles de la Guayana Francesa en primer lugar.
| N.º | Fecha               | Sede                                                                | Adversario           | Gol  | Resultado | Competencia                                          |
| --- | ------------------- | ------------------------------------------------------------------- | -------------------- | ---- | --------- | ---------------------------------------------------- |
| 1.  | 22 de junio de 2017 | Estadio Pierre-Aliker, Fort-de-France, Martinica                    | Jamaica              | 1 –0 | 1–1 (2–4) | Copa del Caribe 2017                                 |
| 2.  | 5 de junio de 2022  | Estadio Olímpico Félix Sánchez, Santo Domingo, República Dominicana | República Dominicana | 2 –2 | 3–2       | Liga B de la Liga de Naciones de la Concacaf 2022-23 |

## Lorgros
Le Puy
- Championnat National 2 2021–22[2]